# ویلی گروندین
ویلی گروندین (انگلیسی: Willy Grondin؛ زادهٔ ۱۲ اکتبر ۱۹۷۴) بازیکن فوتبال اهل فرانسه است.
از باشگاه‌هایی که در آن بازی کرده‌است می‌توان به باشگاه فوتبال والنسین، باشگاه فوتبال لو مان، باشگاه فوتبال نانت، و باشگاه فوتبال پاری سن ژرمن اشاره کرد.